# Осінці
О́сінці (рос. Осинцы) — присілок у складі Слободського району Кіровської області, Росія. Входить до складу Ленінського сільського поселення.
Населення становить 155 осіб (2010, 156 у 2002).
Національний склад станом на 2002 рік — росіяни 84 %.